# Built to Last
Built to Last é o décimo álbum de estúdio da banda HammerFall. Foi lançado em 4 de novembro de 2016 pela Napalm Records.

## Lista de faixas
Todas as canções são creditadas a Joacim Cans e Oscar Dronjak, com exceção das anotadas.
| N.º | Título                                                          | Duração |  |
| 1.  | "Bring It!"                                                     | 4:18    |  |
| 2.  | "Hammer High"                                                   | 4:37    |  |
| 3.  | "The Sacred Vow"                                                | 4:11    |  |
| 4.  | "Dethrone and Defy"                                             | 5:10    |  |
| 5.  | "Twilight Princess" (Oscar Dronjak)                             | 5:03    |  |
| 6.  | "Stormbreaker"                                                  | 4:51    |  |
| 7.  | "Built to Last"                                                 | 3:52    |  |
| 8.  | "The Star of Home" (Joacim Cans, Oscar Dronjak, Pontus Norgren) | 4:47    |  |
| 9.  | "New Breed"                                                     | 5:02    |  |
| 10. | "Second to None"                                                | 5:29    |  |

## Créditos
- Joacim Cans - vocais principais
- Oscar Dronjak - guitarra, teclado
- Pontus Norgren - guitarra,  produção
- Fredrik Larsson - baixo
- David Wallin - bateria
  - Participações (vocal de apoio): Anders Karlsson, Björn Englen, Björn Gelotte, Christie Didier, Fredrik Nordström, Jake E, James Michael, Joacim Cans, Mikael Bistrom, Niklas Isfeldt, Oscar Dronjak, Peter Eriksson, Pontus Norgren, Sam Didier, Sanjay Larsson, Shamil Bahktiyarov, Stason Zweifel, Tom Glasberg, Tomas Lindberg, Tony Edebjork

Equipe técnica
- Fredrik Nordström - produção, gravação, mixagem
- James Michael - produção
- Andreas Marschall - desenho da capa

## Desempenho nas paradas
| Parada musical (2016)                         | Melhor posição |
| --------------------------------------------- | -------------- |
| Áustria (Ö3 Austria Top 40)                   | 19             |
| Bélgica (Ultratop Flandres)                   | 96             |
| Bélgica (Ultratop Valônia)                    | 54             |
| Finlândia (Suomen virallinen lista)           | 10             |
| Alemanha (Offizielle Deutsche Charts)         | 8              |
| Suécia (Sverigetopplistan)                    | 6              |
| Suíça (Schweizer Hitparade)                   | 15             |
| Estados Unidos (Billboard Independent Albums) | 37             |
| Estados Unidos (Top Hard Rock Albums)         | 17             |
| Estados Unidos (Billboard Top Heatseekers)    | 11             |